# Данкан, Джеймс
о певце см. Джеймс, Дункан
Джеймс Генри «Джим» Данкан (англ. James Henry "Jim" Duncan, 25 сентября 1887 — 21 января 1955) — американский легкоатлет, призёр Олимпийских игр.
Джеймс Данкан родился в 1887 году в Нью-Йорке. В 1912 году он установил первый в истории официальный мировой рекорд в метании диска, но на Олимпийских играх в Стокгольме завоевал лишь бронзовую медаль, а в соревнованиях по метанию диска левой и правой руками стал 5-м.
Во время Первой мировой войны Джеймс Данкан воевал в Европе в качестве лейтенанта 11-й сапёрной роты американского экспедиционного корпуса. После войны остался во Франции, женился на француженке и открыл зал в Париже.